# Dauphin nước Pháp

Huy hiệu của một Dauphin của Vương quốc Pháp.

Dauphin nước Pháp (tiếng Anh: Dauphin of France; tiếng Pháp: Dauphin de France), cũng gọi Le Dauphin hoặc Trữ quân nước Pháp, nguyên là Dauphin xứ Viennois (Dauphin of Viennois), là một tước hiệu dành cho Trữ quân của Vương quốc Pháp từ năm 1350 đến năm 1830. Vợ của một Dauphin được gọi là Dauphine, tương đương với Trữ phi nước Pháp.
Và tuy thường được hiểu như một Thái tử, song danh vị này có thể được phong cho cháu của quân chủ, như Vua Louis XVI - là cháu của Vua Louis XV mà vẫn được phong Dauphin, nên chính xác phải gọi là "Trữ quân của Pháp".

## Khái quát
Cụm từ Dauphin xuất phát từ danh từ Dolphin, tức cá heo, do huy chương của một vị Dauphin có hình sinh vật này. Người khởi xướng là Guigues IV xứ Albon, Bá tước của Vienne, khi ông quyết định thêu hình cá heo làm biểu tượng của mình. Sau đó, gia đình ông truyền đời trước hiệu "Dauphin de Viennois" để trị vì Công quốc Viennois, cho đến năm 1349, khi Humbert II xứ Viennois "bán" lãnh địa Dauphiné cho Quốc vương Philippe VI của Pháp, thuyết phục Trữ quân của ngai vàng Pháp sẽ là le Dauphin.
Vị Quốc vương Pháp đầu tiên từng là Dauphin chính là Charles V của Pháp, và trước năm 1461 thì danh xưng đầy đủ của một Dauphin là: By the Grace of God, Dauphin of Viennois, Count of Valentinois and of Diois; nguyên văn là Par la grâce de Dieu, dauphin de Viennois, comte de Valentinois et de Diois.
Ban đầu, một vị Trữ quân của Vương quốc Pháp sẽ được phái đến Công quốc Viennois để trị vì, tương tự vương thất của Vương quốc Anh hay chỉ định Trữ quân đến xứ Wales vậy. Nhưng dần dần, Dauphin chỉ còn là danh hiệu. Đây là bởi vì lãnh địa của một Dauphin, vùng Dauphiné vốn thuộc quyền sở hữu của Thánh chế La Mã, và các Hoàng đế La Mã để tránh tình trạng tay trong của Vương quốc Pháp qua tước hiệu Dauphin, đã đặt nhiều luật lệ tách bạch giữa vùng Dauphiné và chính sự Pháp. Suốt thế kỉ 14 và thế kỉ 15, Dauphiné luôn trong tình trạng vô chính phủ. Vua Louis XI của Pháp, khi còn là Dauphin của cha mình, Charles VII của Pháp, đã có nhiều hành động độc lập khiến Dauphiné hoàn toàn tuột khỏi tay Pháp, khiến Vua Charles phải phái quân và ép Dauphin Louis vào năm 1456 trở về Pháp, khiến Dauphiné hoàn toàn hỗn loạn. Khi lên ngôi vào năm 1461, ông đã hợp nhất Dauphiné vào ngai vàng Pháp.
Từ sau ấy, Le Dauphin của Pháp là một tước vị tự động, quy định người thừa kế từ rất sớm, hơn nữa nếu Dauphin qua đời thì con trai của ông cũng thừa kế ngay lập tức, chứ không phải như Thân vương xứ Wales của Anh - thường có nghĩa là một "món quà" hay tước hiệu mà quân chủ Anh dành cho Trữ quân của mình. Thông thường, chỉ có các con hoặc các cháu của quân chủ Pháp mới là Fils de France, song riêng các con hoặc các cháu của Dauphin, thì lại có địa vị cao hơn những họ hàng của mình và cũng được xem như con cháu trực hệ của quân chủ, điều này phần lớn là do Le Dauphin chắc chắn là Quốc vương trong tương lai.

## Danh sách trữ quân nước Pháp
| Tên khi trở thành trữ quân           | Người thừa kế của | Sinh                 | Trở thành trữ quân Pháp | Thôi làm trữ quân Pháp | Mất                  | Trữ phi Pháp                                          |
| ------------------------------------ | ----------------- | -------------------- | ----------------------- | ---------------------- | -------------------- | ----------------------------------------------------- |
| Trữ quân xứ Viennois (1349 - 1547)   |                   |                      |                         |                        |                      |                                                       |
| Nhà Valois (1349 - 1547)             |                   |                      |                         |                        |                      |                                                       |
| Nhánh chính (1349 - 1498)            |                   |                      |                         |                        |                      |                                                       |
| Charles                              | Jean II           | 21 tháng 1 năm 1338  | 22 tháng 8 năm 1350     | 3 tháng 12 năm 1368    | 16 tháng 9 năm 1380  | Jeanne xứ Bourbon                                     |
| Charles                              | Charles V         | 3 tháng 12 năm 1368  | 3 tháng 12 năm 1368     | 16 tháng 9 năm 1380    | 21 tháng 10 năm 1422 | --                                                    |
| Charles                              | Charles VI        | 26 tháng 9 năm 1386  | 26 tháng 9 năm 1386     | 28 tháng 12 năm 1386   | 28 tháng 12 năm 1386 | --                                                    |
| Charles                              | Charles VI        | 6 tháng 2 năm 1392   | 6 tháng 2 năm 1392      | 13 tháng 1 năm 1401    | 13 tháng 1 năm 1401  | --                                                    |
| Louis                                | Charles VI        | 22 tháng 1 năm 1397  | 13 tháng 1 năm 1401     | 18 tháng 12 năm 1415   | 18 tháng 12 năm 1415 | Margaret xứ Bourgonge                                 |
| Jean                                 | Charles VI        | 31 tháng 8 năm 1398  | 18 tháng 12 năm 1415    | 4 tháng 4 năm 1417     | 4 tháng 4 năm 1417   | Jacqueline xứ Hainaut                                 |
| Charles                              | Charles VI        | 22 tháng 2 năm 1403  | 5 tháng 4 năm 1417      | 3 tháng 7 năm 1423     | 22 tháng 7 năm 1461  | --                                                    |
| Louis                                | Charles VII       | 3 tháng 4 năm 1423   | 3 tháng 4 năm 1423      | 22 tháng 7 năm 1461    | 30 tháng 8 năm 1483  | Margaret của Scotland Charlotte xứ Savoie             |
| François                             | Louis XI          | 4 tháng 12 năm 1466  | 4 tháng 12 năm 1466     | 4 tháng 12 năm 1466    | 4 tháng 12 năm 1466  | --                                                    |
| Charles                              | Louis XI          | 30 tháng 6 năm 1470  | 30 tháng 6 năm 1470     | 30 tháng 8 năm 1483    | 7 tháng 4 năm 1598   | --                                                    |
| Charles Orland                       | Charles VIII      | 11 tháng 10 năm 1492 | 11 tháng 10 năm 1492    | 16 tháng 12 năm 1495   | 16 tháng 12 năm 1495 | --                                                    |
| Charles                              | Charles VIII      | 8 tháng 9 năm 1496   | 8 tháng 9 năm 1496      | 2 thang 10 năm 1496    | 2 thang 10 năm 1496  | --                                                    |
| François                             | Charles VIII      | Tháng 7 năm 1497     | Tháng 7 năm 1497        | 1498                   | 1498                 | --                                                    |
| Nhánh Valois-Angoulême (1515 - 1547) |                   |                      |                         |                        |                      |                                                       |
| François                             | François I        | 28 tháng 2 năm 1518  | 28 tháng 2 năm 1518     | 10 tháng 8 năm 1536    | 10 tháng 8 năm 1536  | --                                                    |
| Henri                                | François I        | 31 tháng 3 năm 1519  | 10 tháng 8 năm 1536     | 31 tháng 3 năm 1547    | 10 tháng 7 năm 1559  | Caterina nhà Medici                                   |
| Trữ quân Pháp (1547 - 1830)          |                   |                      |                         |                        |                      |                                                       |
| Nhà Valois (1547 - 1589)             |                   |                      |                         |                        |                      |                                                       |
| Nhánh Valois-Angoulême (1515 - 1547) |                   |                      |                         |                        |                      |                                                       |
| François                             | Henri II          | 19 tháng 1 năm 1544  | 31 tháng 3 năm 1547     | 10 tháng 7 năm 1559    | 5 tháng 12 năm 156-  | Mary I của Scotland                                   |
| Nhà Bourbon (1589 - 1830)            |                   |                      |                         |                        |                      |                                                       |
| Louis                                | Henri IV          | 27 tháng 9 năm 1601  | 27 tháng 9 năm 1601     | 14 tháng 5 năm 1610    | 14 tháng 5 năm 1463  | --                                                    |
| Louis Dieudonné                      | Louis XIII        | 5 tháng 9 năm 1638   | 5 tháng 9 năm 1638      | 14 tháng 5 năm 1643    | 1 tháng 9 năm 1715   | --                                                    |
| Louis Đại Thái tử                    | Louis XIV         | 1 tháng 11 năm 1661  | 1 tháng 11 năm 1661     | 14 tháng 4 năm 1711    | 14 tháng 4 năm 1711  | Maria Anna xứ Bayern                                  |
| Louis Tiểu Thái tôn                  | Louis XIV         | 6 tháng 8 năm 1682   | 14 tháng 4 năm 1711     | 18 tháng 3 năm 1712    | 18 tháng 3 năm 1712  | Maria Adelaide nhà Savoy                              |
| Louis                                | Louis XIV         | 8 tháng 1 năm 1707   | 18 tháng 2 năm 1712     | 8 tháng 3 năm 1712     | 8 tháng 3 năm 1712   | --                                                    |
| Louis                                | Louis XIV         | 15 tháng 2 năm 1710  | 8 tháng 3 năm 1712      | 1 tháng 9 năm 1715     | 10 tháng 5 năm 1774  | --                                                    |
| Louis                                | Louis XV          | 4 tháng 9 năm 1729   | 4 tháng 9 năm 1729      | 20 tháng 12 năm 1765   | 20 tháng 12 năm 1765 | María Teresa của Tây Ban Nha Maria Josepha xứ Sachsen |
| Louis-Auguste                        | Louis XV          | 23 tháng 8 năm 1754  | 20 tháng 12 năm 1765    | 10 tháng 5 năm 1774    | 21 tháng 1 năm 1793  | Maria Antonia của Áo                                  |
| Louis Joseph                         | Louis XVI         | 22 tháng 10 năm 1781 | 22 tháng 10 năm 1781    | 4 tháng 6 năm 1789     | 4 tháng 6 năm 1789   | --                                                    |
| Louis-Charles                        | Louis XVI         | 27 tháng 3 năm 1785  | 4 tháng 6 năm 1789      | 1 tháng 10 năm 1791    | 8 tháng 6 năm 1795   | --                                                    |
| Louis-Antoine                        | Charles X         | 6 tháng 8 năm 1775   | 16 tháng 9 năm 1824     | 2 tháng 8 năm 1830     | 3 tháng 6 năm 1844   | Marie Thérèse của Pháp                                |